# 科莫 (奥恩省)
科莫（法語：Commeaux，法語發音：[kɔmo] ⓘ）是法国奥恩省的一个市镇，位于该省北部，属于阿让唐区。

## 地理
科莫（48°47'16"N, 0°6'47"W）面积6.38 平方千米，位于法国诺曼底大区奧恩省，该省份为法国西北部内陆省份，北起顺时针与卡爾瓦多斯省、厄尔省、厄尔-卢瓦省、萨尔特省、马耶讷省和芒什省接壤。
与科莫接壤的市镇（或旧市镇、城区）包括：蒙塔巴尔、奥卡涅、里村、罗奈、奥恩河畔蒙。
科莫的时区为UTC+01:00、UTC+02:00（夏令时）。

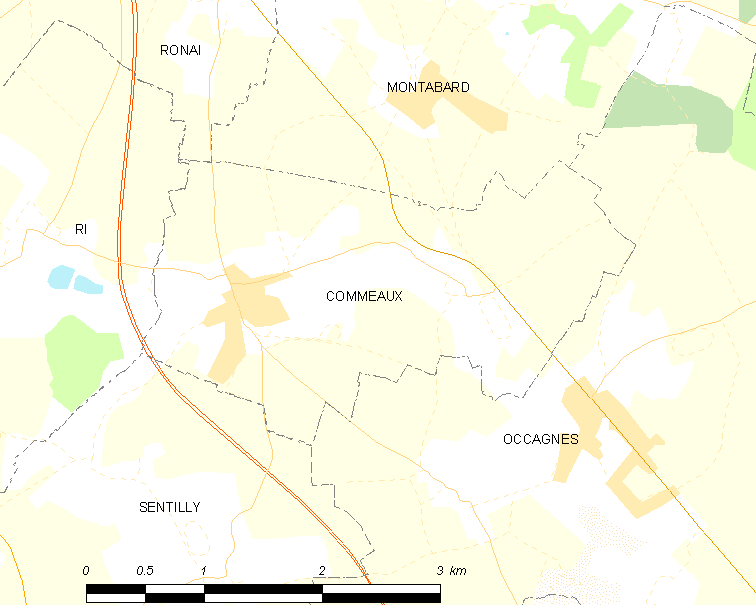
科莫的OSM定位图

## 行政
科莫的邮政编码为61200，INSEE市镇编码为61114。

## 政治
科莫所属的省级选区为阿让唐第一县。

## 交通
奥恩省省道D215线、D239线、D776线和D958线经过境内。勒芒－梅济东铁路经过境内东部但未车站。

## 人口

1962-2008年间科莫人口变化图示

科莫于2022年1月1日时的人口数量为149人。